# Erosión hídrica

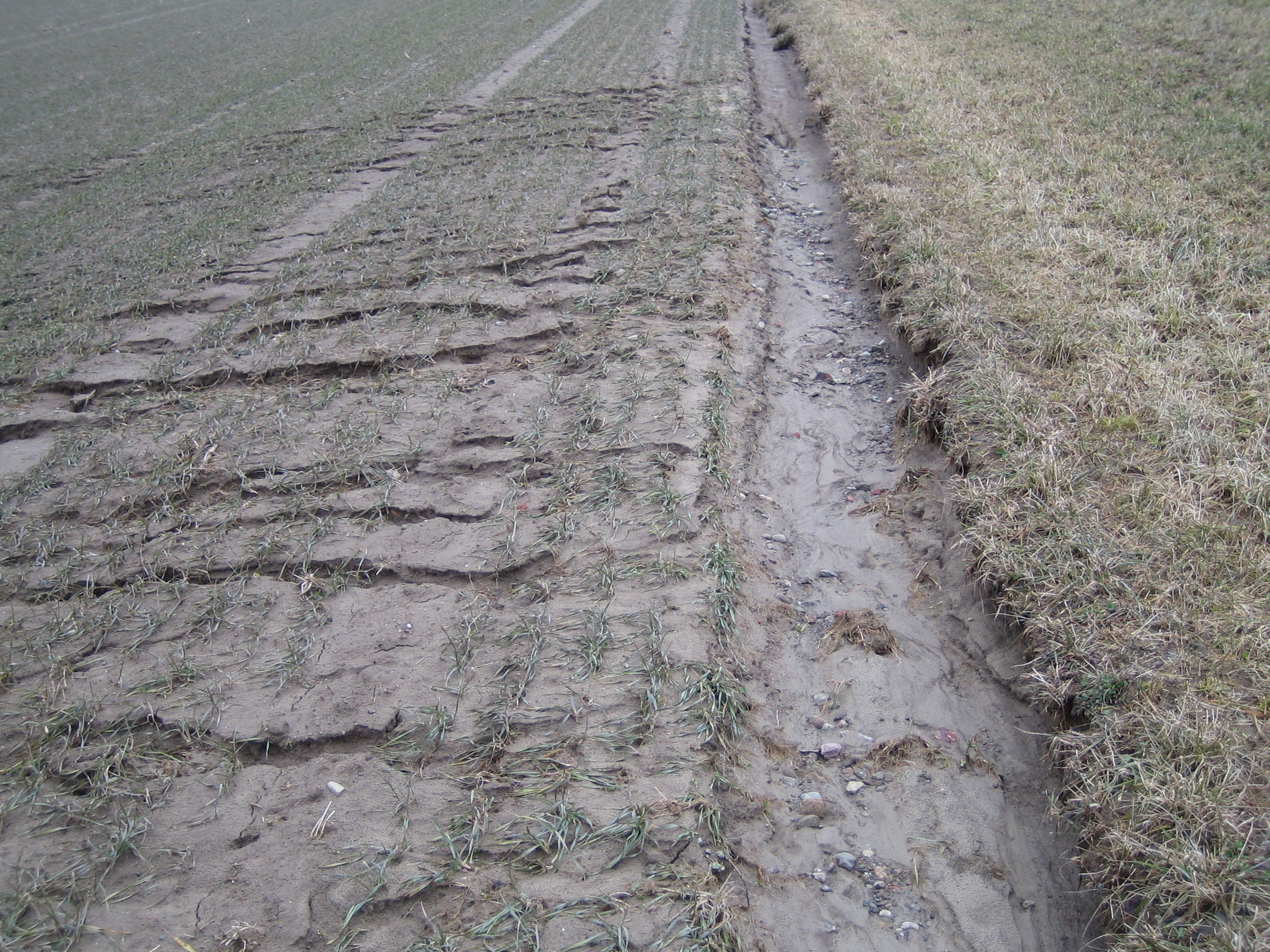
Pequeñas cárcavas activas, en campo intensamente trabajado (Berna, Suiza).

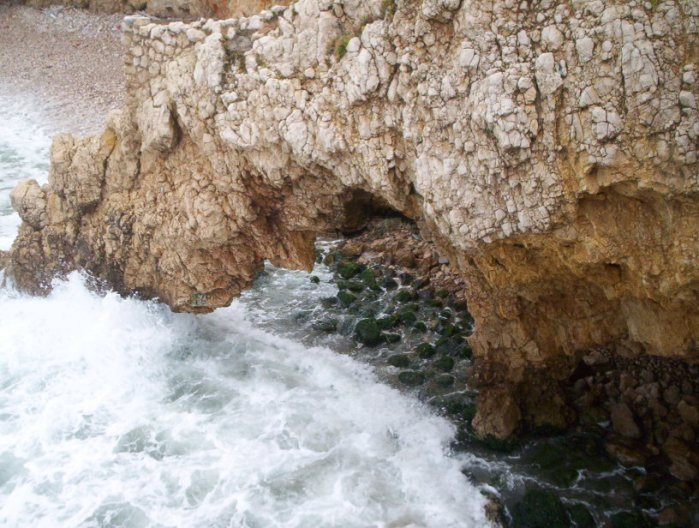
Acantilado «castigado» por la erosión del agua

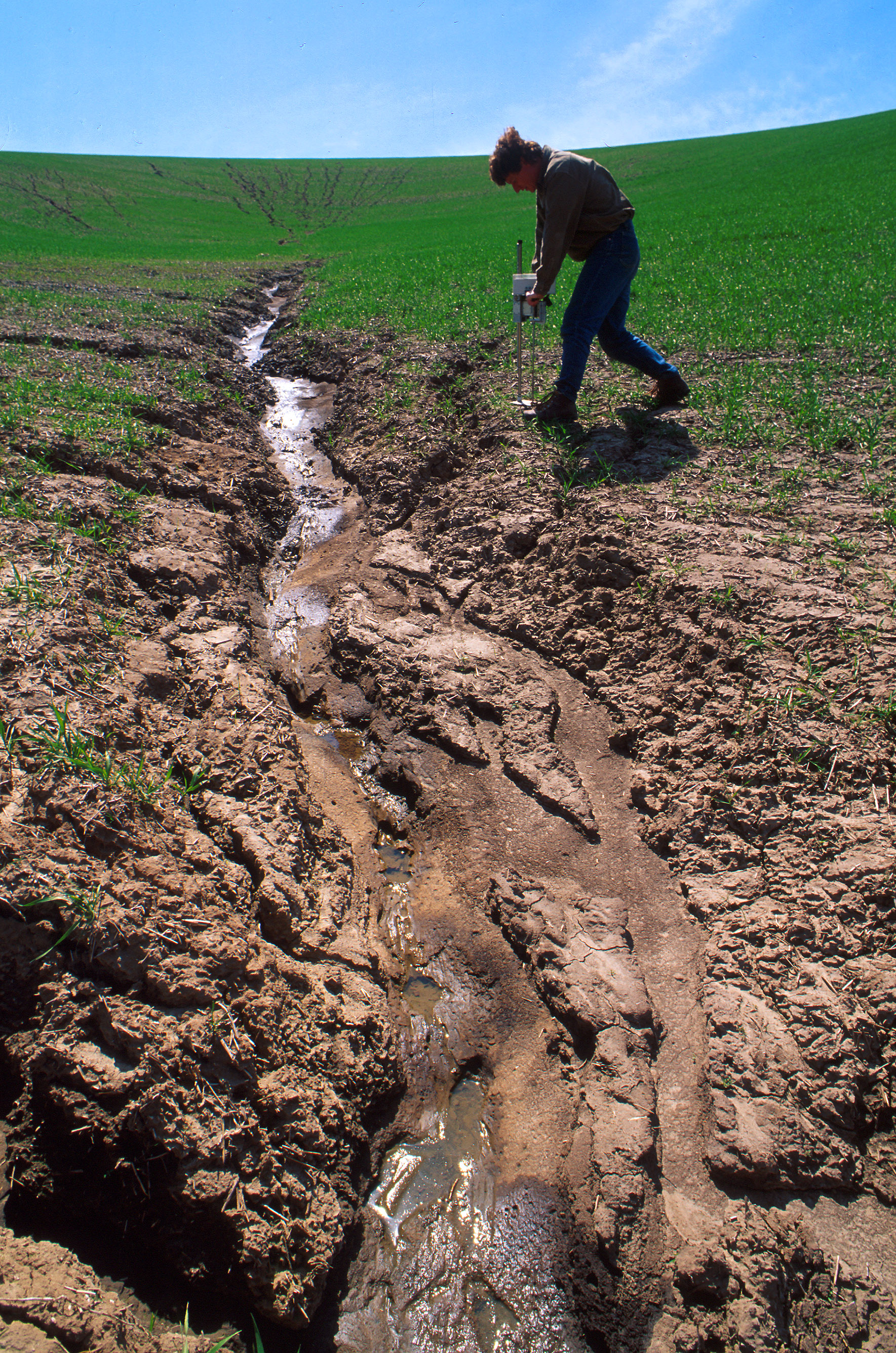
Grave cárcava en terreno de cultivo de la Universidad Estatal de Washington

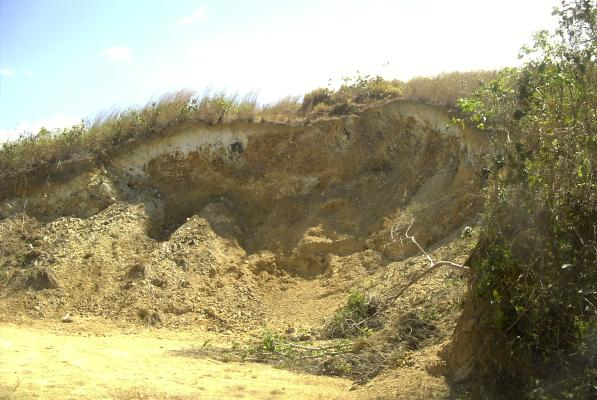
Erosión en cárcavas (Ciudad Colón, Costa Rica)

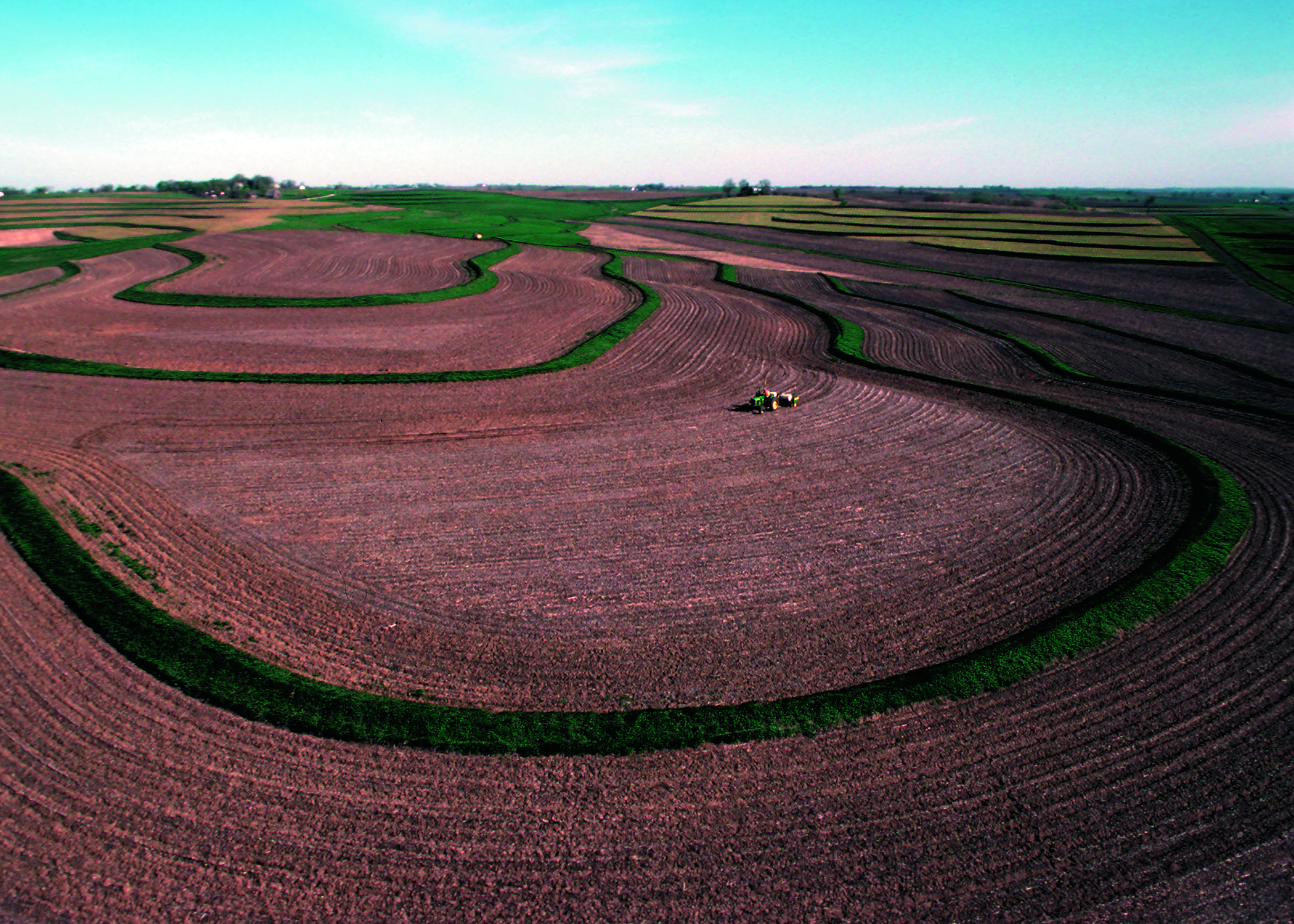
Curvas de nivel, terrazas, siembra directa (Iowa, Estados Unidos).

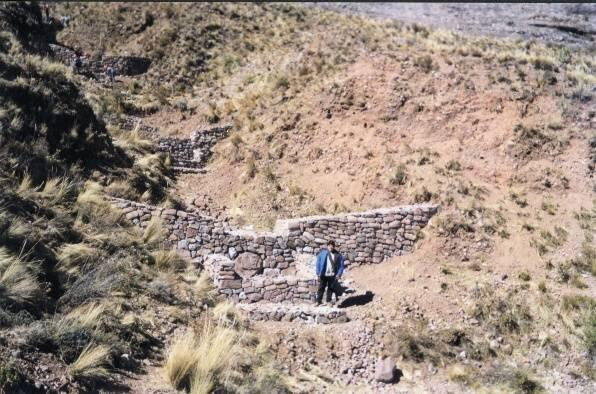
Presas filtrantes destinadas a retener el suelo arrastrado por la escorrentía superficial.

La erosión por agua o erosión hídrica es un flujo de agua que se lleva las rocas causando que se aplane un terreno o se desgaste la superficie de este.

## Factores que la componen
La segregación, transporte y sedimentación de las partículas del suelo son por las gotas de lluvia y el escurrimiento superficial, definen el proceso de erosión hídrica. Este se ve afectado por varios factores, como son, el clima, el suelo, la vegetación y la topografía.
Los factores climáticos tienen un papel importante en la erosión hídrica, siendo las precipitaciones, tanto en su intensidad como en su duración, el elemento desencadenante del proceso. No obstante, la relación entre las características de la lluvia, la infiltración, el escurrimiento y la pérdida de suelo, es muy compleja.
La erosión que provoca la gota de agua, es el producto de la energía cinética de la partícula de agua sobre partículas de suelo que se disgregan ante el impacto de las gotas de lluvias.
Algunas características del suelo como su agregación, su textura, su capacidad de infiltración, entre otras, afectan su erosionabilidad.
Si bien la influencia de la vegetación sobre la erosión hídrica, varía con la época del año, cultivo, grado de cobertura, desarrollo de raíces, etc., podemos considerar que su efecto se relaciona directamente con la intercepción, velocidad de escurrimiento e infiltración.
La topografía influye en el proceso a través de la pendiente. Debiéndose considerar su longitud, magnitud y forma.

## El proceso de la erosión hídrica
El fenómeno de la erosión se define como un proceso de desgaste, transporte y deposición de las partículas de la masa del suelo.
La sedimentación, proceso de deposición del material erosionado y transportado, ocurre a veces lejos del lugar de origen, pudiendo provocar tanto o más daño que la erosión misma.
El impacto de las gotas de lluvia y el escurrimiento representan los agentes externos que trabajan para vencer la cohesión de las partículas de la masa de suelo y provocar su transporte. 
Una vez que la capacidad de infiltración y de almacenamiento superficial está satisfecha, comienza el escurrimiento, arrastrando las partículas sueltas y las que su fuerza misma desagrega.
Cuando el suelo está expuesto, la desagregación por la lluvia es una acción generalizada. Pero la desagregación por el escurrimiento es una acción dirigida que actúa sobre una pequeña parte de terreno en el cual este se concentra con velocidades erosivas. 
Si bien existe una combinación entre el transporte por salpicadura y por escurrimiento, ambos tienen características propias. Por salpicadura el suelo se mueve hacia los surcos y cárcavas y así es transportado por el escurrimiento conjuntamente con el material que este desagrega. La capacidad de transporte está directamente vinculada a la velocidad y turbulencia del flujo.
La deposición ocurre cuando la velocidad del escurrimiento disminuye, realizándose en forma selectiva, primero se depositan los agregados y la arena y luego, a mayor distancia, el limo y la arcilla.

## Tipos de erosión hídrica
- Erosión laminar: la más extendida y la menos perceptible. El daño causado, a igualdad de pérdida del suelo es mayor, ya que selecciona las partículas del suelo (deja atrás las más gruesas, llevándose el limo, la arcilla y la materia orgánica).
- Erosión por arrollamiento: tiene lugar cuando el agua concentra el poder erosivo a lo largo de un canal, en función de su energía cinética. Presenta tres tipos:
  - Regueros o canales de menor tamaño. Pueden cruzarse y suavizarse con operaciones normales de laboreo. El efecto es parecido al de la erosión laminar.
  - Cárcavas y barrancos que se forman donde se concentra el agua que fluye descendiendo por una pendiente.
  - Surcos: se define como el proceso de remoción de suelo o de pequeñas piedras, por acción del agua, que forma depresiones mucho más grandes que los surcos, los que usualmente transportan material durante o inmediatamente después de ocurrida la tormenta.
  - Erosión de depósitos fluviales: tiene lugar cuando el canal principal de una corriente establecida incide contra sus propios sedimentos.
- Coladas de lodo: desplazamientos de tierra en forma de fluido viscoso por efecto de la gran cantidad de agua embebida en el suelo.
- Deslizamientos; pueden ser de dos tipos:
  - Superficiales: una capa superficial de terreno resbala por efecto de la gravedad a causa de una cantidad de agua embebida.
  - De fondo: una capa permeable resbala sobre otra más profunda impermeable, debido a la formación de un plano lubricado.
- Reptación: movimiento lento e imperceptible de una película superficial de suelo en el sentido de la pendiente, debido a causas varias.
- Erosión en túnel: se manifiesta por hundimientos y deslizamientos, debidos a flujos subterráneos, o a la existencia de rocas solubles que dan lugar a cavernas.

## Erosión por cárcavas
Como resultado de lluvias sobre el suelo, desnudo o cubierto, donde el flujo de agua lleva láminas de este hacia el gradiente, transportando una suspensión de partículas. Cuando la precipitación excede la infiltración, se produce escurrimiento con transporte de suelo. La turbulencia en el escurrimiento agrava la erosión. La erosión por cárcavas resulta a un flujo de agua a través de una línea de erosión de trinchera o cárcava.
La cárcava de la erosión digital ocurre con un flujo de agua continuo, a través de largas distancias. La erosión es tanto atravesando las líneas de la pendiente, profundizando la cárcava, y extendiéndola aguas arriba hacia la colina. En el estado temprano, de la erosión laminar, la actividad erosiva es dominantemente vertical, los valles tienen la típica sección en V. Cuando algún nivel bajo es alcanzado los interruptores de actividad erosivos a la erosión lateral que ensancha el piso de valle y crea una llanura inundable estrecha. El gradiente de corriente hace la deposición casi plana y lateral de sedimentos que se hace importante como los meandros de corriente a través del piso de valle. En todas las etapas de erosión de corriente, la mayor parte ocurre durante las veces de inundación, cuando más caudal tiene y el agua más rápido que mueve está disponible para llevar una carga de sedimento más grande. En tales procesos, no es el agua solo erosiona, sino que suspende partículas abrasivas y guijarros. Las rocas también pueden actuar erosivamente, como ellos atraviesan una superficie.
El agua continental en un agente erosivo de 1.ª magnitud. Los ríos que discurren sobre la superficie, desgasta el fondo del lecho, y arrastra los restos en dirección al mar, depositándolos en diversos lugares, formando nuevos suelos y, en definitiva, modelando el paisaje.
El agua crea cascadas, desfiladeros, meandros y deltas. En ocasiones inunda determinadas regiones, más o menos amplias, del territorio.
La erosión laminar se mide en toneladas por hectárea al año.

### Control de la erosión de origen hídrico
Existen varias formas de controlar la erosión de carácter hídrico. Entre otras, se puede mencionar:
- El incremento de la cobertura vegetal del área a ser protegida. Esto se puede hacer de varias formas: 
  - Mediante la reforestación.
  - Evitando el sobrepastoreo de las praderas.
  - En terrenos cultivables, hacer uso de técnicas adecuadas de labranza, y procurar que los cultivos estén crecidos en el período de lluvias.
- Construir retenes artificiales de los suelos arrastrados por el escurrimiento superficial de las aguas de lluvia.